# Park Ferberów
Park Ferberów – zabytkowy park w Gdańsku. 
Znajduje się w Lipcach, w dzielnicy Orunia-Św. Wojciech-Lipce w pobliżu Dworu Ferberów oraz Lwiego Dworu. Położony jest na skarpie wysoczyzny po zachodniej stronie Kanału Raduni i Traktu św. Wojciecha.
Został założony przez rodzinę Ferberów, do której należała znaczna część Lipiec.  Na skraju parku, nad Kanałem Raduni znajdowała się gospoda „Trzy Świńskie Głowy”. W jej pobliżu zbudowano werandy oraz podium dla orkiestry. Na szczycie wzniesienia znajdowała się polana z klombami kwiatowymi oraz drewniana wieża widokowa. Po 1945 r. park został zaniedbany, choć jeszcze w latach 60. odbywały się w nim zabawy i koncerty. Obecnie w miejscu restauracji znajduje się Przedszkole nr 24. Park stopniowo jest rewitalizowany. 27 lutego 2020 nazwa „Park Ferberów” została zaakceptowana przez  Radę Miasta Gdańska.